# أبطال الديجيتال (2020)
أبطال الديجيتال والمُسمى في النُسخة اليابانية بـ ديجيمون أدفنتشر (باليابانية: デジモンアドベンチャー:، بالروماجي: Dejimon Adobenchā)، هو مسلسل أنمي تلفزيوني، وهو المسلسل الثامن في سلسلة أبطال الديجيتال وهو ريبوت لمسلسل الأنمي التلفزيوني الأصلي أبطال الديجيتال الذي عُرض في عام 1999، عُرض لأول مرة على تلفزيون فوجي في 5 أبريل 2020، وهو أول مسلسل لسلسلة ديجيمون يتم بثها على الشبكة منذ أبطال الديجيتال الجزء السادس في عام 2006. بدأ عرضه بالعربية في ديسمبرعام 2023 من قبل مركز الزهرة.

## الحبكة
نظرًا لأن الإنترنت أصبح جزءًا لا يتجزأ من عام 2020، فإن سلسلة من الهجمات السيبرانية المفترضة في جميع أنحاء طوكيو هي نتيجة لأحداث كارثية في عالم آخر داخل الإنترنت؛ العالم الرقمي حيث تتجول مخلوقات الديجيمون. أثناء الاستعداد للمعسكر الصيفي، يتم نقل تايتشي وسبعة أطفال آخرين بما فيهم أخته الصغيرة هيكاري إلى العالم الرقمي حيث اكتسبوا شركاء مرافقون رقميون وأجهزة رقمية ثم يعلمون أنه تم اختيارهم لوقف التهديدات المجهولة لعوالمهم.

## الشخصيات
| الشخصية           | المؤدي الصوتي    |
| ----------------- | ---------------- |
| تايتشي            | يوكو سانبي       |
| أغومون            | شيكا ساكاموتو    |
| ياماتو            | دايسكي ناميكاوا  |
| غابومون           | مايومي ياماغوتشي |
| سورا              | ريوكو شيرايشي    |
| بيومون            | أتوري شيغيماتسو  |
| كوشيرو            | يوميكو كوباياشي  |
| تينتمون           | تاكاهيرو ساكوراي |
| جو                | تاكيشي كوساو     |
| غومامون           | جونكو تاكيوتشي   |
| ميمي              | ماريكا كونو      |
| بالمون            | شيهومي ميزواكي   |
| تاكيرو            | ميغومي هان       |
| باتامون           | ميوا ماتسوموتو   |
| هيكاري            | ميساكي واتادا    |
| تيلمون            | مي سونوزاكي      |
| الراوي            | ماساكو نوزاوا    |
| أوغريمون          | هيساو إغاوا      |
| مذيع نشرة الأخبار | ريوسي إكوتا      |
| براتشيمون         | كينسوكي أوتا     |
| أدوار غير محددة   | أي مايدا         |
| أدوار غير محددة   | يوتو كازاما      |

## البث والتوزيع
تم الإعلان عن المسلسل رسميًا في عدد مارس من مجلة في جمب في 20 يناير 2020. ماساتو ميتسوكا هو مخرج المسلسل في توي أنيميشن، ويشرف أتسوهيرو توميوكا على نصوص المسلسلات، ويعود كاتسيوشي ناكاتسورو من ديجيمون أدفنتشر لتصميم الشخصيات، أكيهيرو أسانوما هو مشرف إنتاج الأنمي، ريوكا كينوشيتا هي مديرة الفن، توشيكي أمادا هو المسؤول عن الإعداد، وماتسوكي هانا، وناوكو ساغاوا، وهيرويوكي ساكورادا هم المنتجون. في 6 مارس، تم إصدار المقطع الدعائي الأول للمسلسل، معلنا عن العرض الأول للمسلسل '5 أبريل 2020. بدأت كرانشي رول بث المسلسل بدءًا من 4 أبريل. في 19 أبريل، أعلنت توي أنيميشن تأجيل عرض الحلقات الجديدة بسبب جائحة فيروس كورونا 2019–20. تم إعادة بث الحلقات الثلاث الأولى بدءً من 7 يونيو، في 19 يونيو أعلنت توي أنيميشن عرض الحلقات الجديدة انطلاقًا من الحلقة الرابعة في 28 يونيو.
الأغنية الافتتاحية للمسلسل هي «ميكاكونين هيكوسين»، الذي يؤديه تاكايوشي تانيموتو، والأغنية الختامية هي «كوياشيسا وا تاني» من قبل تشاياي فوجيكاوا. ويُعتبر أول مسلسل من السلسلة لا يحتوي على أداء كوجي وادا سواء في الأغنية الافتتاحية أو الختامية، حيث وافته المنية في عام 2016.

## روابط خارجية
- مغامرات الديجيمون على موقع IMDb (الإنجليزية)
- مغامرات الديجيمون على موقع روتن توميتوز (الإنجليزية)
- مغامرات الديجيمون على موقع كينوبويسك (الروسية)
- مغامرات الديجيمون على موقع ألو سيني (الفرنسية)
- مغامرات الديجيمون على موقع قاعدة بيانات الفيلم (الإنجليزية)
- مغامرات الديجيمون على موقع ANN anime (الإنجليزية)
- الموقع الرسمي
- أبطال الديجيتال (2020) (أنمي) في شبكة أخبار الأنمي